# Библиография Сергея Лукьяненко

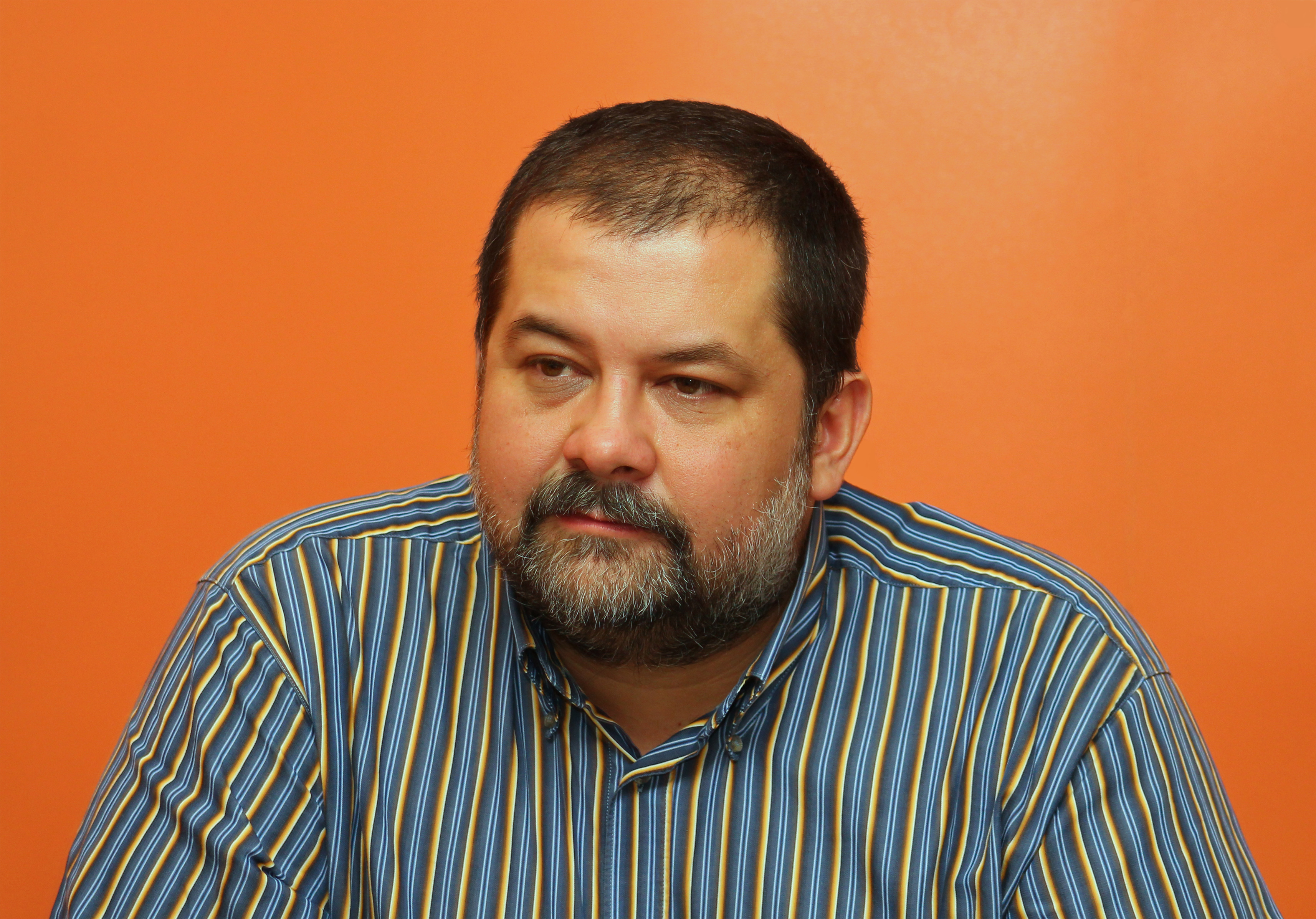
Сергей Лукьяненко в 2011 году

Сергей Васильевич Лукьяненко — советский и российский писатель-фантаст.

## Циклы романов

### Геном
| Год  | Название       | Аннотация | Издание                                        | На других языках                | Прим. |
| ---- | -------------- | --- | ---------------------------------------------- | ------------------------------- | ----- |
| 2001 | Танцы на снегу | Действие романа начинается на малопригодной для жизни планете Карьер, откуда благодаря огромному везению и упорству удаётся улететь мальчику Тиккирею. Планету Новый Кувейт, на которую он перебрался, при помощи воздействия на мозг жителей захватывает Федерация Инея. Тиккирею с другом Леоном вместе с секретным агентом-фагом Стасем удаётся покинуть Новый Кувейт и добраться до планеты Авалон — базы фагов. Вскоре мальчики возвращаются как агенты фагов, чтобы выяснить, кто стоит за организацией союза планет, нарушающего хрупкий мир в Империи.                                                                                          | 2001, 2004, 2006, 2006, 2007, 2007, 2014       | пол. 2004 нем. 2008 нем. 2009   | [ 1 ] |
| 1999 | Геном          | Действие романа начинается на отдалённой планете, где только что вышедший из госпиталя генетически модифицированный пилот-спец Алекс Романов встречает четырнадцатилетнюю девочку Ким Охару. Стараясь помочь ей, он нанимается капитаном на сомнительный туристический корабль для чужих рас, набрав команду со странностями. Во время первого же рейса на борту происходит жестокое ритуальное убийство гостьи, принцессы расы Цзыгу, угрожающее безопасности всей Империи людей. При помощи виртуального друга Ким, учёного — основоположника генной специализации, Алексу удаётся разоблачить убийцу и сохранить хрупкий мир между расами Галактики. | 1999, 2000, 2004, 2006, 2006, 2007, 2008, 2014 | пол. 2005 англ. 2014 болг. 2015 | [ 2 ] |
| 2004 | Калеки         | Пилот-спец Алекс Романов возглавляет лучшую в Галактике команду укротителей боевых космических кораблей, способную разобраться с любым искусственным интеллектом и заставить — вернее, убедить — его подчиниться экипажу (Алекс предпочитает слово «перевоспитать»). Но его новое задание почти невыполнимо — новейший сверхмощный боевой корабль, построенный халфлингами для Гедонии, не без оснований считает себя абсолютно совершенным и не понимает, зачем ему люди. Алексу с товарищами на собственном примере предстоит убедить центральный компьютер в том, что «у каждого свои недостатки»…                                                   |                                                |                                 | [ 3 ] |

### Дозоры
| Год  | Название                                          | Аннотация | Издание | На других языках | Прим. |
| ---- | ------------------------------------------------- | --- | --- | --- | ----- |
| 1998 | Ночной дозор                                      | Вампиры незаконно охотятся на людей, в частности на потенциального Иного мальчика Егора. Одновременно с этим над головой девушки по имени Светлана зависает чёрная воронка проклятия, грозящая уничтожить столицу. Бывший аналитик Ночного Дозора светлый Иной Антон Городецкий оказывается вовлечён в обе истории, оказавшиеся хитрой многоходовкой руководителей Дозоров. В Москве начинают убивать Тёмных, и Городецкий является главным подозреваемым. Скрываясь от Дневного Дозора, он находит истинного виновника и узнаёт, что Светлые тоже занимаются интригами. Ночному Дозору позволено с помощью особого мела исправить Книгу Судеб. И здесь не обходится без противоборства Дозоров и многоплановых операций. | 1998, 2001, 2004, 2004, 2004, 2004, 2005, 2005, 2005, 2005, 2005, 2006, 2006, 2006, 2007, 2007, 2008, 2012, 2014, 2015 | пол. 2003, лит. 2004, нем. 2005, чеш. 2005, нидерл. 2006, фр. 2006, англ. 2006, пол. 2006, англ. 2006, фр. 2007, англ. 2007, венг. 2007, пол. 2007, кит. 2007, нем. 2008, эст. 2008, болг. 2008, тай. 2009, фин. 2012, пол. 2014, кит. 2014 | [ 4 ] |
| 2000 | Дневной Дозор (совместно с Владимиром Васильевым) | В результате стычки Дозоров ведьма Алиса Донникова из Дневного дозора и светлый маг Игорь из Ночного временно теряют большую часть своей силы и отправляются восстанавливать её в пионерский лагерь «Артек», не зная друг о друге. Не в состоянии распознать Иного Алиса влюбляется в Игоря, что приводит к поединку и её гибели. На пути Ночного дозора возникает «Зеркало» — Виталий Рогоза — порождение Сумрака, призванное восстановить баланс сил. Одновременно секта Тёмных планирует возродить могущественного древнего мага. На судебном процессе Инквизиции — организации, призванной контролировать Дозоры — выясняется, что события первых двух частей были не случайны, а спланированы или использованы руководителями Дозоров Москвы. | 2000, 2003, 2004, 2004, 2004, 2004, 2005, 2006, 2006, 2006, 2007, 2007, 2012, 2014, 2015                               | пол. 2004, чеш. 2005, лит. 2006, нем. 2006, англ. 2006, пол. 2006, фр. 2007, англ. 2007, венг. 2007, нем. 2008, англ. 2008, пол. 2008, болг. 2009, эст. 2010, фин. 2013, пол. 2014, кит. 2014                                               | [ 5 ] |
| 2003 | Сумеречный Дозор                                  | Человек, узнавший про существование Иных, захотел сам стать Иным, что считалось невозможным. Светлый маг Антон Городецкий вместе с Тёмным и Инквизитором находят виновного, который оказывается сыном Гесера, главы Ночного Дозора. Выясняется, что он потенциальный Иной. После этого Городецкий во время отдыха сталкивается с высшей ведьмой Ариной, которая несколько десятилетий проспала, а проснувшись, вынуждена скрываться от Инквизиции. Выясняется, что легендарная книга «Фуаран», позволяющая из человека сделать Иного, существует, и Арина оставила книгу Инквизиции. Вампир Костя Саушкин похищает её и направляется на космодром, чтобы с орбиты Земли прочитать заклинание, превратив всех людей на планете в Иных. | 2004, 2004, 2004, 2004, 2004, 2004, 2004, 2006, 2006, 2012, 2015, 2015                                                 | чеш. 2005, нем. 2006, пол. 2007, англ. 2007, англ. 2007, англ. 2007, нем. 2008, англ. 2008, фр. 2008, венг. 2008, фин. 2014, пол. 2014, кит. 2014                                                                                           | [ 6 ] |
| 2005 | Последний Дозор                                   | Антон Городецкий отправляется в Эдинбург для помощи в расследовании убийства, в ходе которого выясняется, что трое Иных — Светлый, Тёмный и Инквизитор — охотятся за артефактом Мерлина. После этого Антон отправляется в Самарканд на поиск Рустама, который обладает знаниями об артефакте, находит древнего мага и получает возможность задать один вопрос. Уже известная тройка Иных похищает Городецкого и заставляет разгадать загадку Мерлина, шантажируя его ядерным взрывом семьи. Антону удаётся найти ответ и переиграть похитителей. | 2006, 2006, 2006, 2006, 2012, 2015, 2015                                                                               | чеш. 2006, нем. 2007, пол. 2007, болг. 2007, англ. 2008, англ. 2009, англ. 2009, венг. 2009, пол. 2014, кит. 2014 | [ 7 ] |
| 2012 | Новый Дозор                                       | Антон Городецкий находит мальчика-пророка Кешу Толкова, который ещё не сделал своего первого и главного пророчества. Это пророчество никто не должен услышать, поэтому на мальчика начинает охотиться Тигр — порождение Сумрака. Антон отправляется в Лондон, чтобы встретиться с пророком, которому удалось выжить после встречи с Тигром. Бывшая ведьма Арина уговаривает его лететь на Тайвань, чтобы узнать ещё одну историю про Тигра. Пророчество об уничтожении Сумрака всё-таки было услышано, и Тигр приходит за пророком, Ариной, Антоном и его дочерью. Показав готовность пожертвовать собой, Антон убеждает Тигра, что пророчество не будет раскрыто. | 2012, 2012, 2012, 2015, 2016                                                                                           | пол. 2014, кит. 2014 | [ 8 ] |
| 2014 | Шестой Дозор                                      | Двуединый, древнейшее из воплощений Сумрака, нападает на дочь Антона Городецкого, а в это время все пророки мира одновременно предсказывают скорую гибель всех Иных и людей. Остановить бога может только Шестой Дозор («Дозор Шести»). Антон разгадывает, кто может и должен его составить, и начинает собирать новый Шестой Дозор. Первыми в его состав входят слабый маг Егор как потенциальное Зеркало, и вампир Костя Саушкин. Позже к Дозору присоединяются Иннокентий Толков от пророков и Арина от ведьм. Вместе с Абсолютной волшебницей Надей Городецкой от Светлых и высшим магом Завулоном от Тёмных они формируют необходимый состав и убеждают Двуединого оставить и людей, и Иных их собственной судьбе. Уходя, Двуединый уничтожает мага Антона Городецкого, единогласно принесённого в жертву Шестым Дозором. Но в Антоне ещё слишком много человеческого, и когда Двуединый убивает в нём мага, человек Антон Городецкий остаётся жить. | 2015, 2015, 2016 | пол. 2015, англ. 2016 | [ 9 ] |
| TBA  | Вечный дозор                                      | Седьмой (и декларируемый как последний) из серии произведений, рассказывающих о вымышленном мире Иных. На середину 2021 года роман находится в стадии написания. Легендарный Антон Городецкий, бывший Высший Светлый маг, ныне обычный человек, после пятилетней почётной отставки возвращается на работу, в оперативный отдел Ночного Дозора. Да, он больше не Иной, но ум, опыт и сила духа почти прежние. К тому же Пресветлый Гесер дал ему в помощь напарника — самого неожиданного, но, вероятно, самого удачного из всех возможных… | | |       |

#### Межавторский цикл «Дозоры Сергея Лукьяненко»
| Год  | Название        | Аннотация                             | Издание | На других языках | Прим.  |
| ---- | --------------- | ------------------------------------- | ------- | ---------------- | ------ |
| 2013 | Школьный Надзор | В соавторстве с Аркадием Шушпановым   |         |                  | [ 10 ] |
| 2014 | Печать Сумрака  | В соавторстве с Иваном Кузнецовым     |         |                  | [ 11 ] |
| 2014 | Участковый      | В соавторстве с Алексом де Клемешье   |         |                  | [ 12 ] |
| 2014 | Время инверсий  | В соавторстве с Владимиром Васильевым |         |                  |        |

### Звёзды — холодные игрушки
| Год  | Название                  | Аннотация | Издание                            | На других языках                                                   | Прим.  |
| ---- | ------------------------- | --- | ---------------------------------- | ------------------------------------------------------------------ | ------ |
| 1997 | Звёзды — холодные игрушки | Пилот Пётр Хрумов узнаёт, что в галактике появилась новая раса Геометров, похожая на людей, из-за возможного союза с которой человечество может быть уничтожено сильными расами. Петру предстоит отправиться на разведку, чтобы оценить возможность союза. В мире Геометров нет свободы, а самовыражение людей подавлено идеологией. Вместе со своей звездной системой они сбежали от Тени. Вместо неподходящих для союза Геометров Петр решает найти Тень.                                                     | 1997, 2002, 2004, 2006, 2007, 2014 | пол. 2003, чеш. 2006, лит. 2007, болг. 2008, нем. 2009, венг. 2009 | [ 13 ] |
| 1998 | Звёздная тень             | Хрумов с другими землянами отправляется в ядро галактики. Там он узнаёт, что люди — дальние потомки колонистов Земли Изначальной, человеческой расы, колонизировавшей космос и построившей на каждой планете Врата, переносящие человека в тот мир, в котором он подсознательно больше всего хочет оказаться. Вся эта совокупность миров и есть Тень. Петр понимает, что это тоже неприемлемо для землян. Тогда он от лица Земли вступает в переговоры с сильными расами и спасает свою планету от уничтожения. | 1998, 2002, 2004, 2007, 2007, 2014 | пол. 2003, чеш. 2007, лит. 2007, болг. 2008, нем. 2009             | [ 14 ] |

### Искатели неба
| Год  | Название        | Аннотация | Издание | На других языках | Прим.  |
| ---- | --------------- | --- | ------- | ---------------- | ------ |
| 1998 | Холодные берега | События начинаются на Печальных Островах, куда привезли на каторгу вора Ильмара. В дороге он знакомится с мальчиком Марком, впоследствии оказавшимся Маркусом — младшим принцем Дома, правящего Державой. Им удаётся улететь с острова, захватив планёр, но оказалось, что Маркус нашёл древнюю книгу и узнал Изначальное Слово, при помощи которого можно получить доступ ко всем богатствам, спрятанным людьми. Поэтому со временем преследование со стороны Державы только усиливается. Одновременно к Маркусу постепенно присоединяются люди, разглядевшие в нём нового мессию. |         |                  | [ 15 ] |
| 2000 | Близится утро   | Действие переносится сначала в Османскую империю, а потом в Иудею. Беглецы пытаются уйти от преследования, их число постепенно доходит до двенадцати, сколько апостолов было и у Искупителя. В итоге им удаётся добраться до горы, где Искупитель решал свою судьбу, и Маркус являет преследователям чудо. |         |                  | [ 16 ] |

### Кваzи
| Год  | Название | Аннотация | Издание | На других языках | Прим.  |
| ---- | -------- | --- | ------- | ---------------- | ------ |
| 2016 | Кваzи    | В недалёком будущем бо́льшая часть человечества стала «восставшими» — мертвецами-зомби, безмозглыми и кровожадными; однако некоторые из них сумели «возвыситься» и вернуться к разумной жизни. Таких возвысившихся называют «кваzи-люди» или просто кваzи. У них немного другая анатомия, совершенно другая физиология и весьма своеобразная психика, но человечество сумело выжить и даже наладить взаимопонимание между двумя ветвями разумной жизни на Земле. Главный герой, обычный капитан московской полиции, дознаватель смертных дел Денис Симонов, вынужден вместе со следователем-кваzи, Михаилом Ивановичем Бедренцом по прозвищу «Драный Лис», расследовать смерть профессора-человека и исчезновение его жены-кваzи, занимавшихся разработкой вируса, который способен убить всё взрослое «живое» население планеты. |         |                  | [ 17 ] |
| 2018 | Кайноzой | Денис Симонов отправляется из Москвы в Санкт-Петербург, столицу кваzи-России. Весь восьмой вагон поезда заняли курсанты военно-морского училища; в дороге все они одновременно загадочно умирают и одновременно же восстают, становясь кадаврами. Защищая случайную попутчицу в вагоне-ресторане, одного из зомби Денис вынужден зарубить. А на перроне в Питере его уже ждут кваzи (не «полицейские» — полиции у кваzи нет, есть только «неравнодушные граждане, добровольно принявшие на себя обязанности по поддержанию порядка в городе»), чтобы задать несколько вопросов ретивому майору госбезопасности… |         |                  |        |

### Лабиринт отражений
| Год  | Название           | Аннотация | Издание                                                    | На других языках                                                        | Прим.  |
| ---- | ------------------ | --- | ---------------------------------------------------------- | ----------------------------------------------------------------------- | ------ |
| 1997 | Лабиринт отражений | Действие романа одновременно происходит в реальном Санкт-Петербурге и виртуальном городе Диптаун, созданном после изобретения способа перемещаться в виртуальный мир — глубину. Только некоторые люди — дайверы — могли свободно покинуть глубину, в то время как остальные пользовались специальными таймерами. Дайверу Леониду предстоит спасти из компьютерной игры застрявшего в ней пользователя.                         | 1997, 2000, 2003, 2006, 2007, 2007, 2011, 2012, 2014       | пол. 2002 болг. 2002 эст. 2005 чеш. 2007 пол. 2009 болг. 2009 нем. 2010 | [ 18 ] |
| 1999 | Фальшивые зеркала  | После событий первого романа умевшие свободно покидать Глубину дайверы стали мифом. Однако, ходят слухи о Тёмном Дайвере, сохранившем способности, и оружии третьего поколения, способном убить в реальности при смерти в виртуальности. Леониду предстоит пройти «Лабиринт смерти», найти Храм Дайвера, узнать о виртуальных слепках людей и воссоединиться с Тёмным Дайвером для возвращения Глубины в нормальное состояние. | 1999, 2000, 2003, 2007, 2007, 2008, 2011, 2011, 2012, 2014 | чеш. 2008 пол. 2009                                                     | [ 19 ] |
| 2000 | Прозрачные витражи | Заключительная часть трилогии «Лабиринт отражений». Молодая юрист-стажёр Карина отправляется на первую в своей жизни инспекцию виртуальной тюрьмы в Диптауне. По слухам в ней творится что-то странное. Правда оказывается ещё более пугающей, чем слухи: заключенных насильно пытаются превратить в дайверов. |                                                            |                                                                         | [ 20 ] |

### Линия грёз
| Год  | Название           | Аннотация | Издание                                                    | На других языках               | Прим.  |
| ---- | ------------------ | --- | ---------------------------------------------------------- | ------------------------------ | ------ |
| 1998 | Тени снов          | За несколько лет до событий, описанных в «Линии грёз», во время одной из попыток сына владельца технологии бессмертия добраться до отдалённой планеты он оказывается в колонии в системе Ново-Китеж. В это же время происходит вторжение на планету псилонского десантного корабля, способного уничтожить поселение. Однако чужих останавливают и уничтожают аборигены-абори.                                                                     | 1998, 1999, 2004, 2004, 2006, 2007, 2014                   | пол. 2005                      | [ 21 ] |
| 1996 | Линия грёз         | Действие происходит во вселенной по мотивам стратегии «Master of Orion». Владелец технологии бессмертия нанимает профессионального телохранителя Кея Дача для доставки своего сына на отдалённую планету. Мальчик оказывается клоном, и за секретами, которые он может знать, ведётся охота. С трудом выполнив поставленную задачу, главный герой понимает, что в результате его действий лучшая часть человечества может покинуть эту Вселенную. | 1996, 1998, 2000, 2002, 2004, 2004, 2006, 2007, 2012, 2014 | пол. 2001 болг. 2004 чеш. 2005 | [ 22 ] |
| 1996 | Императоры иллюзий | Действие происходит во вселенной по мотивам стратегии «Master of Orion». Кей Дач ищет способ предотвратить распространение Линии грёз, чтобы предотвратить уход лучшей части человечества в иные миры. После неудачной атаки на разум императора за Кеем начинается охота, в ходе которой он находит человека, прошедшего Линией грёз в этот мир. Продажи Линии грёз всё-таки начинаются, но не приводят к ожидаемой катастрофе.                  | 1996, 1997, 1998, 1999, 2002, 2004, 2004, 2006, 2007, 2014 | пол. 2002 лит. 2002 чеш. 2008  | [ 23 ] |

| Год  | Название      | Аннотация | Прим.                |
| ---- | ------------- | --- | -------------------- |
| 2008 | Ловец видений | В октябре 2008 года появилась информация, что Сергей Лукьяненко может возобновить работу над циклом «Линия грёз». Со слов писателя: «На самом деле у меня есть идея книги, где Кея Дача можно вернуть. По сюжету один киллер получает задание убить бессмертного императора, которым Кей Дач и является. Начинается поединок между ними…» На официальном сайте писателя появились пролог и часть первой главы. В данном виде роман так и не был дописан. В 2020 году Лукьяненко опубликовал под названием «Ловец видений», однако к циклу «Линия грёз» данное произведение не имеет отношения. | [ 24 ] [ 25 ] [ 26 ] |

### Пограничье
| Год  | Название  | Аннотация | Издание | На других языках | Прим.  |
| ---- | --------- | --- | ------- | ---------------- | ------ |
| 2013 | Застава   | Действие романа происходит в нашем мире и мире Центрума, проход в который может открыть каждый, если сумеет понять, как это сделать. Главный герой Иван Переславский случайно попал в Центрум и решил остаться там пограничником. Однажды, всю заставу арестовывают, и пограничники выясняют, что среди них есть агент из другого мира, который стремится уничтожить на Земле всю пластмассу и нефть, что отбросит её развитие на сотню лет в прошлое. Ивану удаётся помочь определить, кто является этим агентом, и спасти свой мир от «высокомолекулярной чумы». |         |                  | [ 27 ] |
| 2014 | Реверс    | Один из лучших проводников контрабандистов теряет память, в результате чего за ним начинают охотиться несколько фирм контрабандистов и спецслужбы Земли и Центрума, чтобы переманить на свою сторону. Его друзья также активно пытаются найти Макса. Особый отдел пограничников полагает, что Макс может помочь спасти Землю от «высокомолекулярной чумы», уничтожения всей пластмассы и нефти, что отбросит её развитие на сотню лет в прошлое. Однако, осознавший себя Макс отправляется путешествовать по другим мирам.                                         |         |                  | [ 28 ] |
| 2014 | Самоволка | После катастрофы развитый Центрум оказался отброшен в прошлое. Корпус пограничной стражи охраняет границы между мирами. Землянин может стать контрабандистом или пограничником. Московский бизнесмен Степан Зайцев согласился подменить ушедшего в самоволку брата-близнеца — пограничника в Центруме. Новый мир для не воинственного «делового человека» оказался враждебным и смертельно опасным, но ему предстоит научиться выживать в нём. |         |                  | [ 29 ] |
| 2018 | Очаг      | |         |                  | [ 30 ] |

### Работа над ошибками
| Год  | Название | Аннотация | Издание | На других языках | Прим.  |
| ---- | -------- | --- | ------- | ---------------- | ------ |
| 2005 | Черновик | В книге рассказывается о молодом человеке по имени Кирилл, которого как бы «вычёркивают» из жизни.                                                |         |                  | [ 31 ] |
| 2007 | Чистовик | Продолжении приключений Кирилла Максимова после его бегства из Аркана, драки с куратором Костей и убийства функционала-акушерки Натальи Ивановой. |         |                  | [ 32 ] |

### Рыцари Сорока Островов
| Год  | Название               | Аннотация | Издание                                                                      | На других языках                        | Прим.  |
| ---- | ---------------------- | --- | ---------------------------------------------------------------------------- | --------------------------------------- | ------ |
| 1992 | Рыцари Сорока Островов | Мир Сорока Островов состоит из 40 небольших круглых островов, соединённых мостами. Ночью половинки мостов расходятся, разделяя острова. На каждом острове есть свой замок. После фотографирования незнакомцем подростки с Земли попадают на один из островов. Там они вынуждены сражаться на мечах с обитателями всех прочих замков. Известно, что вернуться обратно сможет только завоевавший все острова. Несогласные с таким порядком подростки раскрывают тайну островов и находят дорогу домой. | 1992, 1994, 1997, 1997, 2000, 2000, 2004, 2004, 2007, 2007, 2009, 2011, 2015 | нем. 2009 нем. 2009 эсп. 2009 чеш. 2012 | [ 33 ] |

| Год  | Название              | Комментарий | Прим.         |
| ---- | --------------------- | --- | ------------- |
| 1993 | Войны сорока островов | В 1993 году Сергей Лукьяненко начал писать продолжение романа «Рыцари Сорока Островов» под рабочим названием «Войны сорока островов», но по ряду обстоятельств не закончил. На сайте «Русской фантастики» писатель выложил три первые главы будущего произведения. Автор отмечал возможное возобновление работы над романом. | [ 34 ] [ 35 ] |

### Соглашение
| Год  | Название | Аннотация | Издание | На других языках | Прим. |
| ---- | -------- | --- | ------- | ---------------- | ----- |
| 2019 | Порог    | Способ, которым перемещаются между звёздами космические корабли могущественной цивилизации Ракс, обладает одним странным свойством: если в месте выхода оказывается материальный объект, он не просто «исчезает» в настоящем — он исчезает «всегда», его никогда не существовало. Правильно прицелившись в нужную точку, можно кардинально переписать всю историю — не только настоящее и будущее, но и прошлое, по крайней мере, нашей Галактики. Мир станет совершенно другим, и никто этого даже не заметит. Кроме экипажа и пассажиров земного корабля «Твен», который в момент такой перемены находился в подпространстве, то есть вне изменившейся Вселенной… |         |                  |       |
| 2021 | Предел   | Экипаж и научная группа исследовательского звездолёта «Твен», сумевшего вернуться из альтернативной реальности, пытается предотвратить гибель обитаемой планеты Соргос. Однако вскоре ставки поднимаются куда выше, в опасности — все обитаемые миры. И первой жертвой неведомого противника может стать родной мир могучей и загадочной цивилизации Ракс… |         |                  |       |
| 2023 | Прыжок   | Финальная история про маленький космический корабль, который оказывается ввязан в большие события с множеством игроков, инопланетных цивилизаций и так далее. |         |                  |       |

### Срединный Мир
совместно с Ником Перумовым
| Год  | Название              | Аннотация | Издание                            | На других языках | Прим.  |
| ---- | --------------------- | --- | ---------------------------------- | ---------------- | ------ |
| 1996 | Не время для драконов | Действие романа происходит в Срединном мире, разделяющем Мир Прирождённых и Изнанку, в котором вместе с людьми живут, как правило, довольно мирно, эльфы и гномы, а правят кланы магов, истребившие прежних Правителей, драконов. Главному герою — московскому врачу Виктору — попавшему из нашего мира (Изнанки) в Срединный, предстоит пройти долгий и опасный путь, чтобы спасти этот мир и его обитателей от вторжения Прирождённых. | 1997, 1999, 2000, 2000, 2007, 2018 | 2009, 2010       | [ 36 ] |
| 2020 | Не место для людей    | От начала времён Срединный мир разделял два абсолютно противоположных друг другу, совершенно несовместимых мира — Изнанку, которую читатели знают как их собственный физический мир, вселенную Ньютона и Эйнштейна, и Мир Прирождённых, мир чистой магии. Совершенно неожиданно во всех трёх мирах появляется и начинает странным образом проявлять себя какая-то неведомая опасность. 15-летняя дочь Дракона и Единорога, могучих правителей Срединного Мира, покидает дом и теряет память — Хранитель Мира Прирождённых сумел убедить её, что только так она сможет стать собой. Родители, занятые проблемой той самой «неведомой опасности», вынуждены отправить на поиски дочери её старшего брата, которому всего 17 и который ещё не чувствует в себе ни сокрушительной мощи Дракона, ни спокойной мудрости Единорога. | 2020                               |                  |        |

### Трикс
| Год  | Название | Аннотация | Издание | На других языках | Прим.  |
| ---- | -------- | --- | ------- | ---------------- | ------ |
| 2009 | Недотёпа | Юному Триксу Солье, доброму, мечтательному и очень начитанному сыну герцога, свергнутого соправителем, предстоит пережить массу приключений, спасти княгиню, переубедить короля и даже научиться магии, чтобы разоблачить коварный заговор живых мертвецов, вернуть своих родителей и восстановить справедливость. |         |                  | [ 37 ] |
| 2010 | Непоседа | Повзрослевшему Триксу, официально — и, как оказалось, к счастью — ещё не ставшему магом, придётся полетать на драконах и даже подружиться с ними, вступить в дискуссию с коварным джинном, ограниченным моральными принципами, и ещё более коварным Сфинксом, никакими принципами не ограниченным, выучиться на наёмного убийцу, спуститься в подземное царство гномов, заключить временный союз со смертельными врагами и в магической разборке одолеть Прозрачного Бога, самого могущественного волшебника на целой Земле. |         |                  | [ 38 ] |

| Год | Название | Аннотация | Прим.  |
| --- | -------- | --------- | ------ |
|     | Недоучка |           | [ 39 ] |

### Изменённые
| Год  | Название             | Аннотация | Издание | На других языках | Прим. |
| ---- | -------------------- | --- | ------- | ---------------- | ----- |
| 2021 | Семь дней до Мегиддо | Действие романа происходит в постапокалиптическом будущем, в мире, где Луна взорвана и превратилась в Лунное кольцо с двумя крупными осколками — Дианой и Селеной. Контролирующий отныне Землю огромный космический корабль с единственным членом экипажа, гигантским разумным муравьём, которого вся Земля зовёт Инсеком, скрывшийся на одном из обломков Луны, организует по всей планете сбор обречённых на гибель детей — главным образом, неизлечимо больных. Мутаген, излечивая все болезни, превращает их в Изменённых, уже не людей, живущих в Гнёздах, под которые захвачены некоторые здания. В частности, в Москве одно из Гнёзд обосновалось в бывшем Министерстве культуры на Гнездниковском переулке (созвучие совершенно случайно!). Но оказывается, что люди способны изменяться не только в Гнёздах и Изменённых способны создавать не только Инсеки. Молодому москвичу Максиму Воронцову, «призванному» Гнездом, придётся полюбить Изменённую, чтобы хотя бы попытаться понять, что происходит и кому и какая нужна помощь. А главное, зачем? |         |                  |       |
| 2021 | Три дня индиго       | После окончания действия романа «Семь дней до Мегиддо» прошли всего две недели. Нет покоя Максиму Воронцову. Теперь он оказался в самом центре кровавого конфликта между новыми «кураторами» человечества Инсеками, прежними хозяевами нашей планеты (их так и зовут — «Прежние») и их Слугами (ещё одной формой Изменённых, жестокой и совершенно бесчеловечной), в который аккуратно и даже чуть лукаво пытается вмешаться третья цивилизация, присутствующая на Земле — Продавцы, откровенно не любящие ни тех, ни других, ни, тем более, третьих… |         |                  |       |
| 2022 | Месяц за Рубиконом   | Вот уже восемь лет Земля — колония Инсеков, чужой могущественной цивилизации. Но правда, открывшаяся Максиму Воронцову, ещё тяжелее — Земля никогда не была свободной. Теперь он вынужден покинуть родную планету и скрываться среди Изменённых, бывших людей, ставших солдатами Инсеков. Ему надо понять, для чего Инсеки ведут бесконечные войны с Прежними. Узнать, что такое Смыслы, которые они собирают как дань с захваченных планет. И найти возможность избавить Землю от вечного рабства — потому что лишь так он сможет вернуть свою любовь. Но как же жесток этот путь! И что, если лекарство окажется опаснее болезни? |         |                  |       |
| 2022 | Лето волонтёра       | Это четвёртая часть трилогии про «Измененных». Да, так случается. Мир и персонажи меня не отпустили. История Максима, Дарины и Миланы продолжается. Да! Здесь все-таки есть Ктулху. |         |                  |       |

## Внецикловые романы
| Год  | Название                  | Аннотация | Издание                                                                            | На других языках | Прим.  |
| ---- | ------------------------- | --- | ---------------------------------------------------------------------------------- | ---------------- | ------ |
| 1996 | Лорд с планеты Земля      | Молодой парень Сергей в алма-атинском парке спасает от хулиганов девушку, оказавшуюся принцессой планеты Тар. Через несколько лет после этого события по просьбе той самой девушки Сергей переносится в мир Храмов, где ему предстоит драться, похищать принцессу, жениться на ней для спасения Тара, а также узнать о проклятии могущественнейшей древней цивилизации Сеятелей, наложенном на Землю. Позже Сергей попытается найти Землю и тем самым доказать, что проклятия нет. Секта «Потомков Сеятелей» противостоит герою, пытаясь уничтожить Землю кварковой бомбой. Но Сергею, выяснившему, что он один из Сеятелей, удается спасти планету. После чего он с женой переносится во время Сеятелей. Сергей оказывается вовлечен в войну с фангами, которую ему удается остановить. | 1996, 1997, 1999, 2004, 2006, 2011, 2015                                           | 2006, 2009       | [ 40 ] |
| 1997 | Мальчик и тьма            | Главный герой книги — мальчик Данька — встречает Солнечного котенка, вслед за которым попадает в другой мир, в котором царит Тьма. Пройти обратно тем же способом не получается, и герои вынуждены искать другой способ. При этом они оказываются в центре противостояния между служителями Тьмы Летящими и их противниками Крылатыми. | 1997, 1997, 1997, 2000, 2000, 2003, 2004, 2006, 2007, 2007, 2009, 2011, 2012, 2015 | 2008             | [ 41 ] |
| 1997 | Осенние визиты            | Действие романа происходит в современной на момент написания Москве и ряде других городов. К шестерым разным людям приходят Визитёры, их двойники, представляющие разные стороны жизни человечества. Они вынуждены бороться за право вести человечество по своему пути. К борьбе присоединяется также и Тьма. Визитёры нападают друг на друга, скрываются, образуют альянсы для достижения своих целей. В итоге остаётся только посланник Развития, но и его, вероятно, убивают. |                                                                                    |                  | [ 42 ] |
| 1997 | Остров «Русь»             | Действие происходит как в реальном мире конца двадцатого века и в двадцать пятом веке, так и в вымышленных мирах книг других авторов. Стас и Костя попадают в будущее, встречают там Департамент Защиты Реальности во главе с Кубатаем, сбегают к сфинксам на Венеру, которые в итоге помогают им вернуться в своё время. На острове Мадагаскар двадцать пятого века обитатели под воздействием этномагического поля считают себя жителями Руси, повторяя персонажей и сюжеты русских народных сказок, а Кубатай и Смолянин внедряются, чтобы остановить Кащея, генерирующего это поле. Кащей похищает Стаса и Костю с целью отомстить Кубатаю, из-за чего последний вынужден обратиться к Шерлоку Холмсу за помощью в поиске мальчиков. |                                                                                    |                  | [ 43 ] |
| 2002 | Спектр                    | Тридцатилетний москвич Мартин Игоревич Дугин обладает счастливой способностью легко импровизировать интересные и содержательные истории. Она очень помогает в межзвёздных путешествиях, за которые раса Ключников, построивших и эксплуатирующих на всех четырёхстах восьми известных им планетах специальные станции перемещения, почему-то требует оплату в виде рассказов — обязательно оригинальных и со смыслом. Жизнелюб, ценитель комфорта и большой гурман, в документах госбезопасности Мартин проходит под обидным кодовым именем «Сноб». Его профессия — межпланетный частный сыщик, специализация — розыск людей, застрявших в чужом мире, а в случае необходимости — и помощь в сочинении истории для возвращения. Однажды Мартина просят отыскать юную девушку, которая начиталась служебных записок отца, известного консультанта и аналитика, и решила заняться поиском решения самых сложных загадок Галактики. |                                                                                    |                  | [ 44 ] |
| 2008 | Конкуренты                | Человека можно раздвоить. Один экземпляр останется дома и продолжит свою обычную жизнь. Другой, оказавшись в сотнях световых лет от Солнца, будет участвовать в космических битвах и осваивать новые планеты. Потом им обещано слияние с полным сохранением воспоминаний. Но что произойдёт, если две эти ипостаси, скромный московский журналист и удачливый межпланетный вояка, и там, и там оказавшиеся в смертельной опасности, найдут способ связаться и попросить о помощи друг друга, то есть самого себя? |                                                                                    |                  | [ 45 ] |
| 2019 | Маги без времени          | За магическую силу приходится платить жизнью. В буквальном смысле, минутами и секундами, неделями и годами. Искусство мага в соразмерности. Станешь вкладывать в магические усилия слишком мало своего времени — ничего не сумеешь сделать; станешь вкладывать слишком много — в двадцать лет будешь выглядеть и чувствовать себя пятидесятилетним, а до тридцати просто не доживёшь. В руки юному магу, умному, смелому, но совсем мальчишке, случайно попадает амулет, инициирующий сложнейшее заклинание, которое, кажется, каким-то непонятным пока образом может помочь обойти эти ограничения. Но охота за ним будет масштабной, изобретательной и совершенно безжалостной. |                                                                                    |                  |        |
| 2020 | Ловец видений             | Герой книги по имени Григ путешествует по Стране Снов. В эту страну отправляется каждый из нас, Сновидцев, когда засыпает и видит сны, но лишь некоторые, Сноходцы, могут путешествовать по ней осознанно. Что уж говорить о том, чтобы влиять на мир сновидений! Совсем немногие обладают подобной способностью, таких людей называют Снотворцами. Главный город Страны Снов разделен на кварталы, и у каждого из них свой властелин. Здесь есть район Вечной Войны, Телесной Радости, Летнего Моря, Детской Площадки. За городом начинается мрачная Окраина кошмаров, а ещё дальше неизведанная Пустошь. Все подвластно этим великим мастерам снов. Но и у них есть противоречия, а иногда и вражда. Главный герой оказывается втянутым в конфликт двух Снотворцев. Он вынужден принять их предложение и отправиться на поиски великого Артефакта.                                                                             |                                                                                    |                  |        |
| 2023 | Форсайт                   | |                                                                                    |                  |        |
| 2024 | Поиски утраченного завтра | | 2024                                                                               |                  | [ 46 ] |

## Повести
| Год  | Название                 | Аннотация                 | Издание                   | Прим.  |
| ---- | ------------------------ | ------------------------- | ------------------------- | ------ |
| 1989 | Атомный сон              |                           |                           | [ 47 ] |
| 1990 | Пристань жёлтых кораблей |                           |                           | [ 48 ] |
| 1990 | Тринадцатый город        |                           |                           | [ 49 ] |
| 1992 | Восьмой цвет радуги      |                           |                           | [ 50 ] |
| 1998 | Тени снов                | Цикл «Линия грёз»         | Цикл «Линия грёз»         | [ 21 ] |
| 2000 | Прозрачные витражи       | Цикл «Лабиринт отражений» | Цикл «Лабиринт отражений» | [ 20 ] |
| 2004 | Калеки                   | Цикл «Геном»              | Цикл «Геном»              | [ 3 ]  |
| 2004 | Кредо                    |                           |                           | [ 51 ] |

## Рассказы
| Год  | Название                                                                                       | Аннотация | Прим.   |
| ---- | ---------------------------------------------------------------------------------------------- | --- | ------- |
| 1988 | За лесом, где подлый враг…                                                                     | Военные проводят обстрел противника, а в ответ «подлый враг» всегда отвечает из такого же типа оружия в то же самое место, откуда в него стреляли. Никто не видел врага. Из леса выходит Странник с сыном и отвечает на вопрос о «подлом враге». | [ 52 ]  |
| 1988 | Спираль времени                                                                                | | [ 53 ]  |
| 1988 | Человек, который многого не умел                                                               | | [ 54 ]  |
| 1989 | Капитан                                                                                        | Компьютерный разум космического корабля ограничен законом о невозможности навредить человеку, но при этом может делать пакости капитану во время полета, если уверен, что тому некуда отступать. | [ 55 ]  |
| 1989 | Категория Зэт                                                                                  | К категории «зэт» относятся люди, угрожающие всему человечеству. Лейтенант Харвей конвоирует на космическом корабле мальчика, способного делать реальными события, в которые он верит. | [ 56 ]  |
| 1989 | Люди и не-люди                                                                                 | | [ 57 ]  |
| 1989 | Нарушение                                                                                      | | [ 58 ]  |
| 1989 | Последний шанс                                                                                 | Однажды один маг встретил на улице девушку, глядя на которую сразу понял — это Она. И начал действовать. | [ 59 ]  |
| 1989 | Чужая боль                                                                                     | | [ 60 ]  |
| 1990 | Дорога на Веллесберг                                                                           | Мальчик с генетически усиленным обонянием стал роддером. Путешествуя по миру, он сталкивается с мальчиком-психокинетиком, который может делать сложные операции, при помощи своих способностей извлекая из тела человека опухоли и т. п. При этом его здоровье от этих способностей ухудшается. Помочь ему может только препарат, для синтеза которого роддеру нужно вернуться в лабораторию в Веллесберг.  | [ 61 ]  |
| 1991 | Л — значит люди                                                                                | Имитатор Ингвар прибывает на планету, чтобы помочь уничтожить местного зверя. Ингвар умеет адаптировать организм к любым условиям. Работники станции стреляют в него и зверя, Ингвар выживает, но не может снова стать человеком в окружении тех, кого больше не считает людьми. | [ 62 ]  |
| 1991 | Способность спустить курок                                                                     | Люди в будущем отказались от способности убивать, а в случае необходимости используют специальные временные матрицы Особого Специалиста, загружающие в сознание необходимую для битвы информацию. Но приобретенные способности могут вытеснить исходные и не исчезнуть. | [ 63 ]  |
| 1992 | Именем Земли                                                                                   | Капитан крейсера получает приказы именем Земли воевать с восставшими колониями и атаковать конвои. В одной из битв крейсер ценой жизни спасает единственный землянин на его борту. Перед смертью он рассказывает капитану о Земле. Во время одного из последующих заданий капитан по описанию узнает в атакованной им планете Землю.                                                                        | [ 64 ]  |
| 1992 | Мой папа — антибиотик                                                                          | Космический десантник, принимающий участие в подавлении мятежей в колониях Земли, привозит своему сыну в подарок браслет повстанцев, оказавшийся бомбой. | [ 65 ]  |
| 1992 | Мужской разговор                                                                               | | [ 66 ]  |
| 1992 | Профессионал                                                                                   | | [ 67 ]  |
| 1992 | Совпадение                                                                                     | | [ 68 ]  |
| 1993 | Поезд в Тёплый Край                                                                            | | [ 69 ]  |
| 1993 | Фугу в мундире                                                                                 | | [ 70 ]  |
| 1995 | Почти весна                                                                                    | | [ 71 ]  |
| 1995 | Слуга                                                                                          | | [ 72 ]  |
| 1996 | Восточная баллада о доблестном менте                                                           | | [ 73 ]  |
| 1996 | Временная суета                                                                                | | [ 74 ]  |
| 1996 | Приключения Стора                                                                              | | [ 75 ]  |
| 1997 | Визит                                                                                          | Капитану снятся убитые им люди в Доме. Он может управлять сном и защищает их, но однажды один из них пытается убить его. В реальности капитан начинает принимать снотворное, чтобы больше не видеть этих снов. | [ 76 ]  |
| 1997 | Проводник Отсюда                                                                               | | [ 77 ]  |
| 1997 | Хозяин Дорог                                                                                   | | [ 78 ]  |
| 1998 | Аргентумный ключ                                                                               | | [ 79 ]  |
| 1998 | Ласковые мечты полуночи                                                                        | | [ 80 ]  |
| 1999 | Вечерняя беседа с господином особым послом                                                     | Над Москвой, Вашингтоном и Пекином зависли корабли пришельцев грагов. Они намного сильнее земного оружия, но особому послу России удалось отговорить их от захвата планеты. В конце концов, граги решили занять Марс и Венеру, а посол узнаёт, что граги развились от изобретения колеса до текущего уровня менее чем за восемьсот лет.                                                                     | [ 81 ]  |
| 1999 | Вкус свободы                                                                                   | В будущем людям больше не требуется работать для обеспечения базовых потребностей, а получить Знак самостоятельности можно в любое время пройдя тест. Одновременно с этим исчезла потребность в низкоквалифицированном труде, и потерялся смысл подобной работы. Положительная мутация обоняния главного героя позволяет ему работать химическим анализатором, только ему такая свобода выбора не нравится. | [ 82 ]  |
| 1999 | Дюралевое небо                                                                                 | | [ 83 ]  |
| 2000 | Один день в 2100 году…                                                                         | | [ 84 ]  |
| 2000 | Переговорщики                                                                                  | Первый звездолёт землян встречает в космосе чужую расу, которая рассказывает про мир между расами в галактике. Но на начальных переговорах нужно понять не опасна ли раса, с которой вступаешь в переговоры. И земляне кажутся расе д-дори опасными тем, что умело ведут переговоры. | [ 85 ]  |
| 2001 | Ахауля ляляпта                                                                                 | Инопланетяне разбились на Земле, но по галактическим законам единственный выживший не мог вступать в контакт с примитивным человечеством, чтобы починить корабль. Тогда он под видом индейца продаёт «ахаулю ляляпту». | [ 86 ]  |
| 2001 | От судьбы                                                                                      | | [ 87 ]  |
| 2002 | Девочка с китайскими зажигалками                                                               | Девочка из будущего в новогодний вечер просит бизнесмена отдать нэцкэ, которое он купил в подарок деловому партнеру. С помощью этого нэцкэ девочка может спасти застрявшего в прошлом отца. | [ 88 ]  |
| 2002 | Если вы свяжетесь прямо сейчас…                                                                | Первый контакт человечества с инопланетянами. В обмен на драгоценные и редкие металлы, а также предметы искусства пришельцы продают космические корабли и различные инопланетные технологии. Когда они улетели, выясняется, что пришельцы умолчали о некоторых свойствах товаров. | [ 89 ]  |
| 2002 | Очень важный груз                                                                              | Десантники отправились через джунгли на другой планете, чтобы достать очень важный груз из упавшей ракеты. Им сказали, что этот груз может спасти множество жизней. Оказывается, что целью было записать их волю к победе для тех, у кому она нужна. | [ 90 ]  |
| 2002 | Шаги за спиной                                                                                 | | [ 91 ]  |
| 2003 | Гаджет                                                                                         | Студент Костя, чтобы получить больничный и избежать сессии, испытывает медицинский гаджет, диагностирующий его состояние и дающий советы. После выпитого алкоголя гаджет грозит смертью. Однако, выясняется, что он неправильно настроен. | [ 92 ]  |
| 2003 | Купи кота                                                                                      | Главного героя бросила девушка, поэтому он решил отправиться на полугодовое одиночное дежурство на станцию на астероиде между Землёй и планетой звезды Бернарда. Ему рекомендуют купить кота и взять с собой. | [ 93 ]  |
| 2003 | Мы не рабы                                                                                     | На колониальную планету с первым рейсом с Земли прилетает экзекьютор, который должен осмотреть колонию, выявить все нарушения и вынести приговор о мере наказания. | [ 94 ]  |
| 2003 | Плетельщица Снов                                                                               | Старый и Молодой рыцари ищут Плетельщицу Снов, которая может сделать одного из них Верховным Магом. После нескольких испытаний Молодому кажется, что он достиг цели, в то время как Старый уже знаком с Плетельщицей. | [ 95 ]  |
| 2003 | Стройка века                                                                                   | Строителей Петровича и Львовича нанимают строить санаторий на сто тысяч человек. Стройка затягивается, вытягивая из заказчика все средства. Некачественные объекты успешно сдаются. Строители узнают, что на самом деле строили концлагерь для заключенных генерала-тирана — но из-за низкого качества строительства он не смог выполнять свои функции.                                                     | [ 96 ]  |
| 2004 | Без паники!                                                                                    | В будущем дедушка рассказывает внуку, чего боялись люди в наше время, и что случилось с планетой, в результате чего все люди изменились. | [ 97 ]  |
| 2004 | Доктор Лем и нанотехи                                                                          | Лилипуты, которых привез с собой Лемюэль Гулливер, доктор Лем, стали называться нанотехами и использоваться в различных видах деятельности. | [ 98 ]  |
| 2004 | Донырнуть до звезд                                                                             | Мальчик спрашивает у старика, правда ли что можно увидеть звёзды на дне моря. Оказывается, что всё поселение летит на колониальном космическом корабле. | [ 99 ]  |
| 2004 | Если бы я писал «Красную Шапочку»                                                              | Несколько вариантов Красной Шапочки с элементами из романов «Геном», «Спектр», «Холодные берега» и «Лабиринт отражений». | [ 100 ] |
| 2004 | Кровавая оргия в марсианском аду                                                               | На Марс в город-музей комендантом от Новой Демократии назначен Иван Перелетный. Оказывается, что барон Трэш и его бандиты уже нападали на музей и забрали старую, но рабочую аннигиляционную пушку. Когда они вернулись пополнить боезапас, Иван подготовил им встречу. | [ 101 ] |
| 2004 | Наносказочка                                                                                   | Сказка про Нанобота, перерабатывающего опилки в спирт, влюбившегося в Наночку. | [ 102 ] |
| 2004 | Не спешу                                                                                       | Студент-историк вызывает чёрта и заключает с ним продуманный договор, получая бессмертие. После этого ни разу ничего не просит, чтобы чёрт не мог его обмануть. | [ 103 ] |
| 2004 | Нечего делить                                                                                  | Прилетевший на Землю пришелец с нанотехнологиями обнаруживает, что ему не удивляются. Его попытка захватить планету проваливается из-за более совершенных фемтотехнологий Земли. | [ 104 ] |
| 2004 | Новая, новая сказка…                                                                           | В будущем дедушка рассказывает внуку о быте в наше время. | [ 105 ] |
| 2004 | От Голубя — к Геркулесу                                                                        | К психологу по трудовым коллективам приходит посетитель, который утверждает, что везет груз из созвездия Голубя в созвездие Геркулеса, но у него проблемы с экипажем. | [ 106 ] |
| 2004 | Сухими из воды                                                                                 | Строителей Петровича и Львовича нанимают строить аквариум сто на сто метров на Земле. Они решают построить его «на совесть», сделав из бронестекла, поместив внутрь подводную лодку и пираний. Оказывается, что аквариум готовился для представителей другой расы, прибывших для территориальных переговоров.                                                                                               | [ 107 ] |
| 2004 | Эволюция научного мировоззрения на примерах из популярной литературы                           | Отрывки произведений популярной литературы, подтверждающие поданную во вступлении теорию терраформированного астероида. | [ 108 ] |
| 2005 | Вся эта ложь                                                                                   | | [ 109 ] |
| 2005 | Живи спокойно                                                                                  | | [ 110 ] |
| 2005 | Конец легенды                                                                                  | | [ 111 ] |
| 2005 | При условии, что он — чёрный…                                                                  | | [ 112 ] |
| 2005 | Сердце снарка                                                                                  | Сердце снарка, который обитает в море на другой планете, способно излечить любую болезнь. Неизлечимо больные богатые люди прилетают охотиться на него в надежде вылечиться. Но однажды к одному капитану рыболовного корабля пришла молодая пара, которая отправилась на охоту за снарком, так как его сердце было ещё и деликатесом.                                                                       | [ 113 ] |
| 2005 | Удачи в новом году!                                                                            | | [ 114 ] |
| 2006 | Последняя ночь колдуна                                                                         | | [ 115 ] |
| 2007 | Делается велосипед                                                                             | | [ 116 ] |
| 2007 | Мелкий Дозор                                                                                   | | [ 117 ] |
| 2007 | Офицер особых поручений                                                                        | | [ 118 ] |
| 2007 | Пастор Андрей, корабельный мулла, по совместительству — Великое Воплощение Абсолютного Вакуума | | [ 119 ] |
| 2007 | Предание о первом атеисте                                                                      | | [ 120 ] |
| 2007 | Три тощака                                                                                     | | [ 121 ] |
| 2008 | И вот идут они на суд…                                                                         | | [ 122 ] |
| 2008 | Мальчик-монстр                                                                                 | | [ 123 ] |
| 2008 | Сказка о трусливом портняжке                                                                   | | [ 124 ] |
| 2009 | Глухой телефон                                                                                 | | [ 125 ] |
| 2009 | Полуденный фокстрот                                                                            | | [ 126 ] |
| 2009 | Только небо, только ветер…                                                                     | | [ 127 ] |
| 2009 | Цена вопроса                                                                                   | | [ 128 ] |
| 2009 | Человек, который разговаривал с ангелами                                                       | | [ 129 ] |
| 2011 | Я слуга                                                                                        | | [ 130 ] |
| 2013 | Все реки текут…                                                                                | | [ 131 ] |
| 2013 | Немного правды в холодном космосе                                                              | | [ 132 ] |
| 2013 | Общий сбор                                                                                     | | [ 133 ] |
| 2013 | Слишком много неожиданностей                                                                   | | [ 134 ] |
| 2013 | Новогодний Дозор                                                                               | | [ 135 ] |
| 2014 | Бхеда                                                                                          | | [ 136 ] |
| 2014 | Контакт                                                                                        | | [ 137 ] |
| 2015 | Маленькое космическое путешествие                                                              | | [ 138 ] |